# Robert Wojcik
Robert Wojcik (ur. 25 sierpnia 1993 w Whitby) – kanadyjski siatkarz pochodzenia polskiego, grający na pozycji atakującego, reprezentant Kanady. Od sezonu 2020/2021 występuje w szwajcarskiej drużynie Lausanne UC.
Jego ojciec Mariusz również był siatkarzem.

## Sukcesy klubowe
Mistrzostwo Belgii:
- 2019

## Nagrody indywidualne
- 2018: MVP belgijskiej ligi w sezonie 2017/2018[3]